# Pevensey
Pevensey is een civil parish aan de Engelse kust in graafschap East Sussex. De plaats telt 3153 inwoners (2011).

## Geschiedenis
Op een landrug die toen een schiereiland was, bouwden de Romeinen in de jaren 290 het fort Anderitum. Het was onderdeel van de Litus Saxonicum, die de overzeese invallen van de Juten en de Saksen moest afweren. Het fort werd veroverd in 471. Na enige tijd werd het opnieuw bewoond door Saksen. 

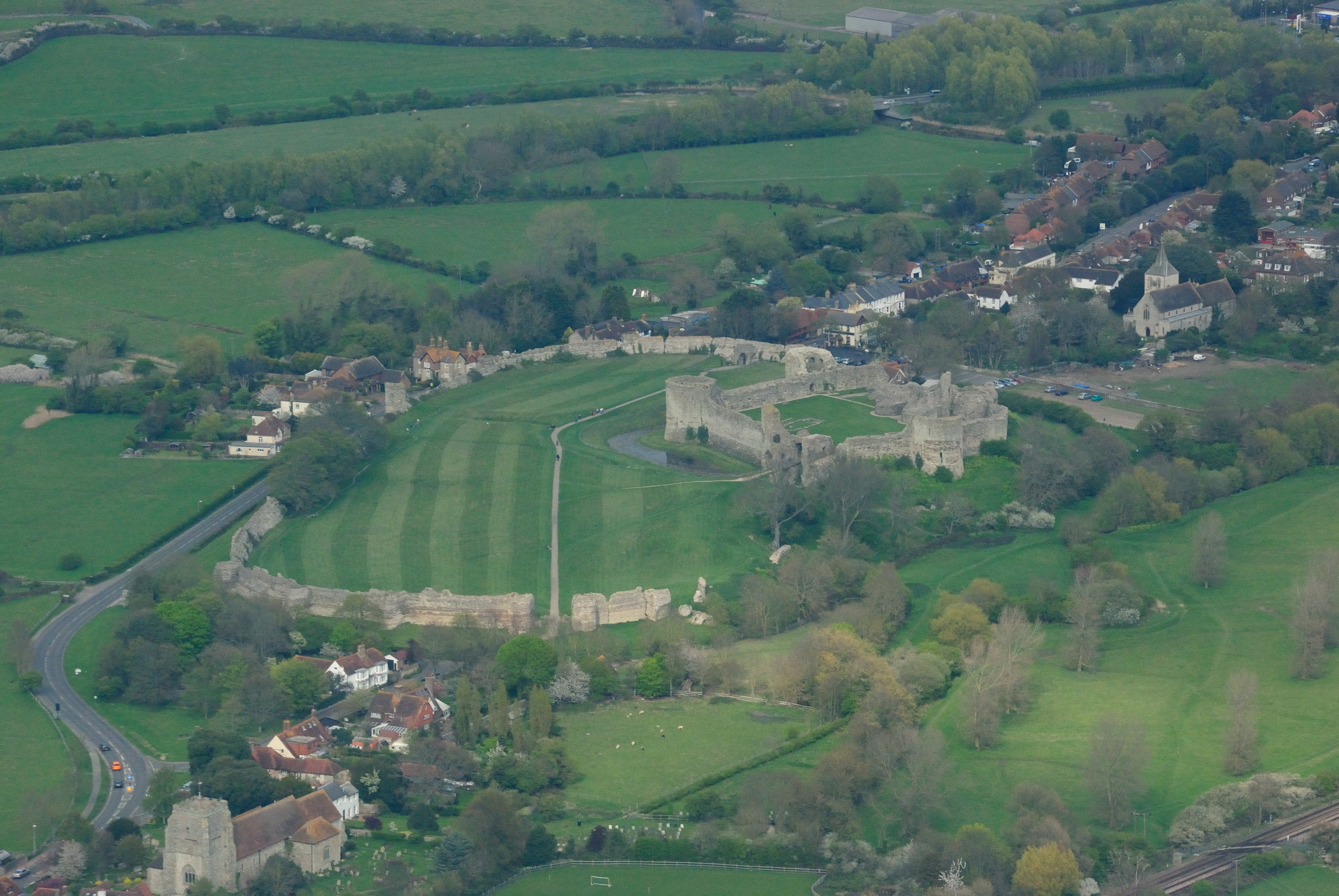
Het Normandische kasteel omgeven door een Romeinse muur, en rechts bovenaan de dorpskern met Sint-Niklaaskerk.

Op 28 september 1066 ging de invasievloot waarmee Willem de Veroveraar Engeland binnenviel voor anker in de baai van Pevensey. Hertog Willem sprong van boord, liep over het kiezelstrand en viel languit. Andere edelen zagen dat als een slecht voorteken, en wilden Willem recht helpen. Tenslotte had hij een 30 kg wegende maliënkolder aan. Maar Willem lachte en zei: "Ik heb met mijn beide handen deze grond gegrepen, voortaan zal hij van ons zijn!" Hij overnachtte in het verlaten kasteel en zette zich anderendaags op weg naar de Slag bij Hastings. 
De Romeinse versterking Anderitum werd door Robert van Mortain, broer van Willem, omgebouwd tot een Normandisch kasteel. Het bleef dienstdoen als verdediging van de Engelse zuidkust tot in de Tweede Wereldoorlog.